# August-Schuster-Haus
Das August-Schuster-Haus ist eine Berghütte der Sektion Bergland des Deutschen Alpenvereins. Sie liegt auf 1564 m ü. NHN Höhe in den Alpen nahe Oberammergau im Landkreis Garmisch-Partenkirchen und gehört zum Ammergebirge. Landläufig ist die Hütte nach dem Bergrücken benannt, auf dem sie steht: Pürschlinghäuser. Sie wurde zwischen 1970 und 1972 neu erbaut und ist August Schuster gewidmet, der 1908 Gründungsmitglied der Sektion Bergland des Deutschen und Österreichischen Alpenvereins war und sich für den Kauf der Pürschlinghäuser 1919 eingesetzt hat. Schuster gründete und betrieb in München auch das Sporthaus Schuster.
Dort, wo jetzt das August-Schuster-Haus steht, standen vorher die Nebengebäude zum ehemaligen und noch bestehenden Jagdhaus von König Max II. Den Fernwanderern ist sie ein Begriff, denn sie liegt am E4 (Europäischer Fernwanderweg), der die Pyrenäen mit dem Neusiedler See verbindet.

## Gipfel

### Teufelstättkopf
Vom August-Schuster-Haus ist der Teufelstättkopf (1758 m) auf Wirtschaftswegen und guten Bergwanderwegen in etwa ½ Stunden erreichbar. Schwierigkeit: Im letzten Drittel ist Trittsicherheit und Schwindelfreiheit erforderlich. Auf den Gipfelfelsen geht es mit Drahtseilsicherung.

### Weitere Gipfel
- Sonnenberg (1622 m)
- Pürschling (1564 m)
- Rosengarten (1423 m)

## Zugänge
- Von Oberammergau: Vom Parkplatz in Richtung Bergstation des Sessellifts an der Einkehrstation vorbei bis zum querführenden Kofelsteig, auf diesem weiter zum Fahrweg, der zur Hütte führt (2½ Stunden).
- Von Unterammergau: Vom Parkplatz an der Schleifmühlenlaine geht es auf der Forststraße Richtung Süden bis zur Wegteilung, danach links, mäßig steil durch den Wald zur Langenthalalm (1192 m). Danach wieder steil in die Nordseite des Sonnenbergs. Das letzte Stück auf breitem Weg zur Hütte (2 Stunden).
- Von Schloss Linderhof: Vorbei am Schloss, Richtung Oberammergau, bis zum Forstweg. Es zweigt dann der Weitwanderweg (E4) ab, der zur Hütte führt (2½ Stunden).

## Übergänge
- Zur Brunnenkopfhütte (1602 m); Gehzeit 3 Stunden

## Geschichte
- Als erstes waren die Könige Maximilian II. Joseph und Ludwig II. auf dem Pürschling. Um seiner Jagdleidenschaft ausgiebig frönen zu können, ließ König Max II. Joseph (1811 – 1864) an mehreren Stellen im Ammergau Stützpunkte errichten – darunter auch eine Hütte auf dem Pürschling genannten Bergrücken. Jedes Jahr im Juni begab sich der Monarch zu Pferd auf das „allerliebst gebaute Jagdhaus“ und bewohnte die spartanisch eingerichtete Hütte ein paar Tage. Sein Sohn Ludwig II. (1864 – 1886), der ihn bald dort oben besuchen kam, verfiel ebenfalls den Reizen des Ammergaus: „Ich kann nicht leben in dem Hauch der Grüfte, mein Atem ist die Freiheit. Wie die Alpenrose bleicht und verkümmert in der Sumpfluft, so ist für mich kein Leben, als im Licht der Sonne, in dem Balsamstrom der Lüfte. Lange in der Stadt zu sein, wäre mein Tod.“

- Im Jahre 1919 übernahm die Sektion Bergland des Deutschen und Österreichischen Alpenvereins (DuOeAV) das Jagdhaus samt dem Nebengebäude und richtete es zur Bergsteigerunterkunft her. Infolge Überalterung verfiel die Hütte jedoch nach und nach. 1970/72 schließlich wurde die historische Stätte von Grund auf saniert und die Hütte zu Ehren des Gründers der Sektion in August-Schuster-Haus umbenannt. Heute erinnert der Weitwanderweg Maximiliansweg, der auf einer Etappe das Pürschlinghaus berührt, an den jagd- und wanderbegeisterten Herrscher.[1][2]

## Trivia
- Die Sektion Bergland des Deutschen Alpenvereins brachte 1974 in der Gaststube eine Gedenktafel für ihr berühmtestes Mitglied Hermann Buhl an. Seitdem ist dort auch der originale Wimpel mit dem Logo der Sektion Bergland ausgestellt, mit dem Kurt Diemberger das Gipfelfoto von Buhl auf dem Broad Peak (8051 m) im Karakorum machte. Die beiden hatten diesen Achttausender am 9. Juni 1957 im Alpinstil erstbestiegen. Dieses Gipfelfoto sowie der letzten Brief von Buhl an seine Kameraden von der Sektion Bergland[3] findet sich in der Festschrift zum 50-jährigen Bestehen der Sektion Bergland im Jahr 1958.[4] Weitere persönliche Ausrüstungsgegenstände von Buhl sind in Berchtesgaden im Haus der Berge ausgestellt.

- Ludwig II. (Bayern) ließ seine Reitpferde vor seinen Berghütten malen. Die Original-Gemälde sind im Marstallmuseum im Schloss Nymphenburg ausgestellt. Durch dieses Gemälde ist das ursprüngliche Aussehen der Pürschlinghäuser gut nachvollziehbar.

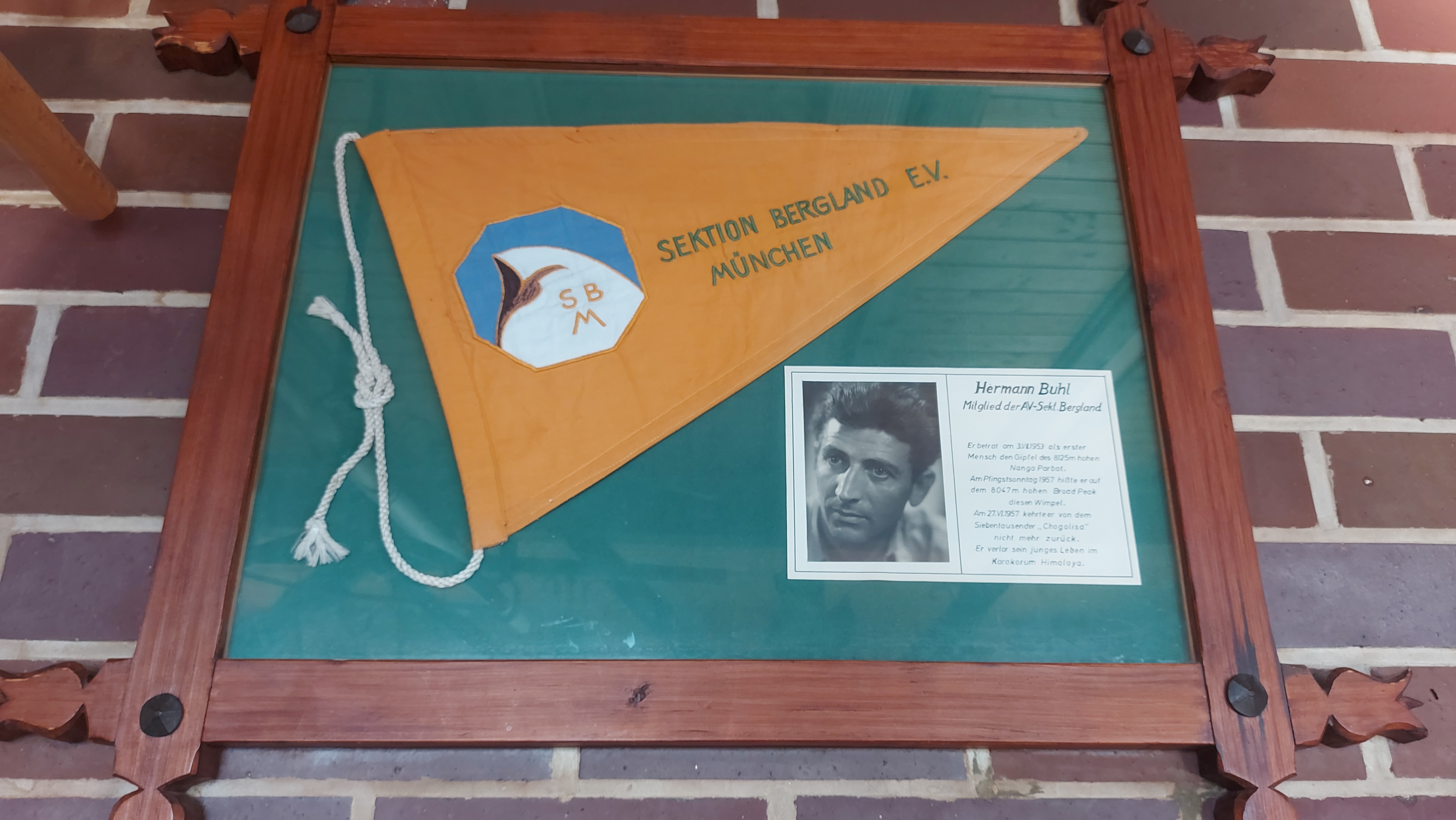
Herrmann-Buhl-Gedenktafel im August-Schuster-Haus mit Original-Wimpel.
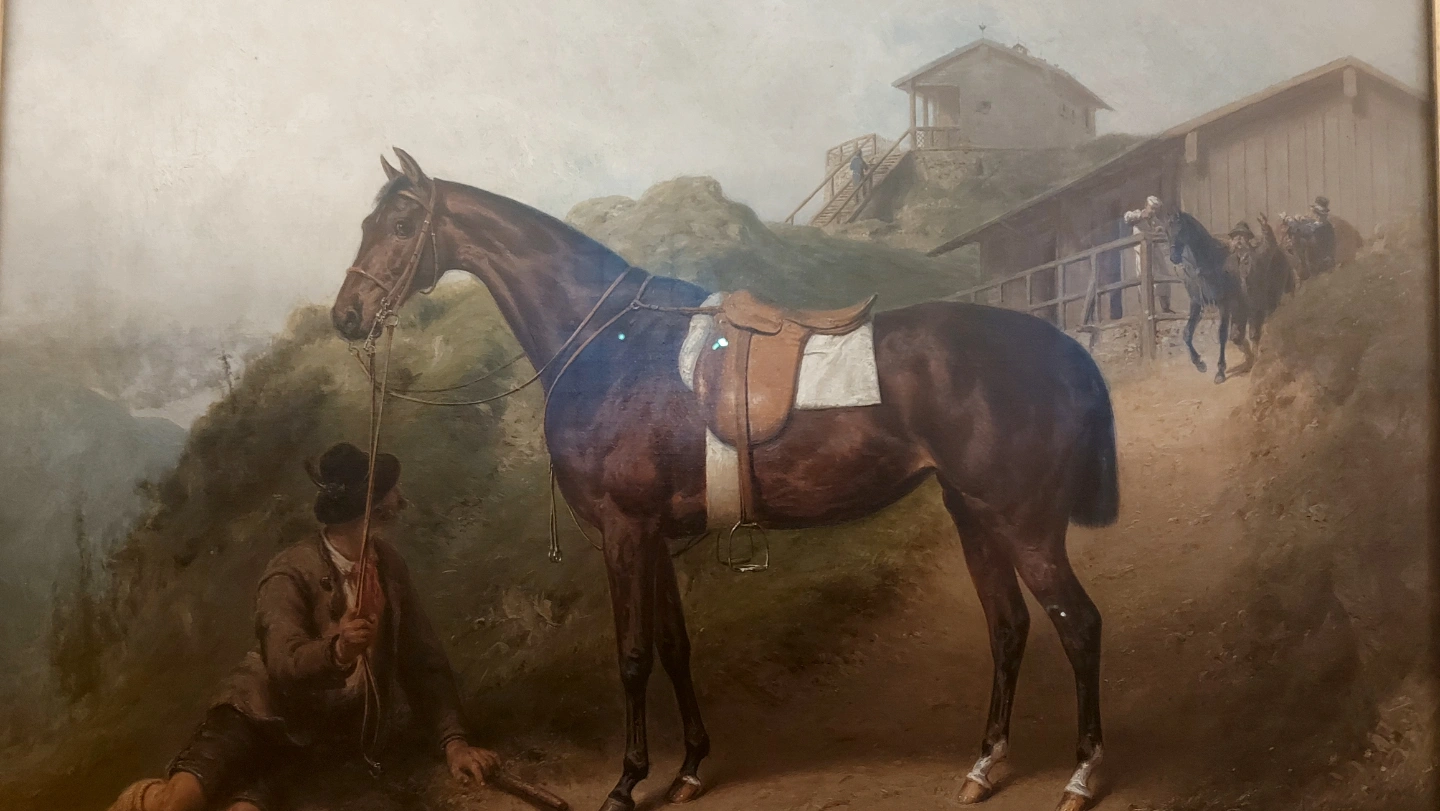
Pferd von König Ludwig II vor den Pürschlinghäusern

## Karten und Literatur
- Dieter Seibert: Alpenvereinsführer Allgäuer Alpen und Ammergauer Alpen, Bergverlag Rother, München 2004, ISBN 3-7633-1126-2
- Dieter Seibert: Wanderführer Rund um die Zugspitze, Bergverlag Rother, München 2006, ISBN 978-3-7633-4264-8
- Bayerisches Landesamt für Vermessung und Geoinformation: Topographische Karte UKL31, Werdenfelser Land, Maßstab 1:50.000, ISBN 3-86038-509-7
- Kompass Karte: WK5 Wettersteingebirge, Maßstab 1:50.000, ISBN 3-85491-007-X
- Alpenvereinskarte 1:25.000, Blatt BY 7, Ammergebirge Ost, Pürschling, Hörnle